# Suzanne Hiltermann-Souloumiac
Suzanne «Touty» Hiltermann-Souloumiac, de soltera Hiltermann, (17 de enero de 1919 - Désaignes, 2 de octubre de 2001) fue una profesora, política y miembro de la Resistencia francesa que resistió a los nazis como parte de la línea de fuga holandesa-parisina durante la Segunda Guerra Mundial. Sobrevivió al campo de concentración de Ravensbrück. Recibió la Medalla de la Libertad de Estados Unidos en reconocimiento a su ayuda a los aviadores aliados que se evadieron. Después de la guerra escribió cuentos infantiles y fundó una escuela francesa en Hong Kong.

## Trayectoria
Suzanne Hiltermann nació en una familia de magistrados e industriales holandeses. Hablaba francés, inglés y alemán con fluidez, y también un poco de hebreo y chino. En 1939 se matriculó en la Sorbona de París para estudiar etnología.

### Resistencia
En los primeros meses de la ocupación alemana de Francia, Hiltermann conoció a un funcionario holandés llamado Herman Laatsman. Pronto se unió a él en su labor de resistencia ayudando a los judíos a escapar a la zona sur, no ocupada, y recopilando información. Hiltermann colaboró estrechamente con Leo Mincowski, que trabajaba como traductor en la embajada alemana en París. Un diplomático alemán, Karl-Heinz Gerstner, pasó información a Mincowski y Hiltermann. La compartieron con Laatsman y un grupo local de la resistencia francesa al que pertenecía Mincowski.
En noviembre de 1943, Laatsman aceptó unir su grupo en París a la línea de escape que estaba montando Jean Weidner. Laatsman, Hiltermann, Mincowski y sus colegas asumieron la responsabilidad principal de ocuparse de los aviadores aliados derribados que pasaban por París para la nueva línea de escape, llamada Dutch-Paris. Como Hiltermann hablaba inglés, actuó como enlace con los aviadores escondidos en París y sus alrededores. Hiltermann encontró a otros aviadores aliados escondidos en la región gracias a sus contactos con grupos locales de la resistencia francesa. Hiltermann también actuó como correo y guía entre París y Toulouse, escoltando a los aviadores en el tren nocturno. Dutch-Paris ayudó al menos a 112 aviadores y militares aliados.

### Arresto
El 11 de febrero de 1944, la policía francesa detiene en París a una mensajera neerlandesa-parisina y la entrega a los alemanes unos días más tarde. El 26 de febrero de 1944, las fuerzas alemanas coordinaron redadas en todas las direcciones holandesas-parisinas de París relacionadas con la línea de evasión de aviadores. A las 6.30 de la mañana asaltan el apartamento de Hiltermann en la rue du Laos. Fue interrogada varias veces y sometida a la tortura de la «baignoire». Fue deportada al campo de concentración de mujeres de Ravensbrück el 18 de abril de 1944.

### Deportación
Hiltermann permaneció con las prisioneras francesas en Ravensbruck. Allí entabló amistad para toda la vida con Geneviève de Gaulle-Anthonioz, Jacqueline Pery, Simone Souloumiac y Germaine Tillion. Cuando Simone Souloumiac, de 17 años, se desesperó, Hiltermann la animó diciéndole: «¡Aguanta! Tenemos que ver el final de la película».
Hiltermann fue liberado de Ravensbrück el 23 de abril de 1945 en los «Autobuses Blancos» patrocinados por la Cruz Roja Sueca. Tras una breve recuperación en Suecia, Hiltermann regresó a París en un vuelo especial de repatriación de las Fuerzas Aéreas del Ejército estadounidense.

### Después de la Segunda Guerra Mundial
En 1946, Hiltermann se casó con el hermano de su amiga de Ravensbrück, el capitán Pierre Souloumiac, de la marina mercante francesa. La pareja tuvo tres hijos: Anne-Geneviève, Irène y Alain Souloumiac. Pierre Souloumiac falleció el 3 de febrero de 1956. Hiltermann-Souloumiac publicó cuentos para niños. También fue corresponsal en Francia del Haagse Post, semanario holandés propiedad de su hermano, G.B.J. Hiltermann. Fue elegida concejal de Longjumeau. También organizó el Festival de la Libertad en Balizy, en la plaza donde se alzaba la capilla de una encomienda de los templarios.
Hiltermann y sus amigas de Ravensbrück se reunían a menudo en su casa. Durante una de sus largas discusiones sobre la guerra de independencia argelina, las mujeres inventaron el nuevo concepto de «clochardización» para describir la terrible marginación que afecta a gran parte de la humanidad. Simpatizaban con los argelinos que luchaban por su libertad.

### China
En 1960 Hiltermann-Souloumiac se casó con un diplomático holandés, el barón Albrecht van Aerssen. La pareja se trasladó a Hong Kong poco después de contraer matrimonio, cuando van Aerssen fue nombrado Cónsul General de Holanda. En 1963, Hiltermann-Souloumiac fundó una escuela para los niños de la pequeña colonia francesa de Hong Kong. La escuela ocupaba tres salas de la Alianza Francesa en el edificio del banco Hang Seng, en Des Voeux Road. La mayoría de los profesores voluntarios procedían del consulado francés situado en el mismo edificio. El comandante Houël, agregado militar, se encargaba de las matemáticas. El reverendo-Père Chagny enseñaba literatura. Pierre-Jean Rémy fue el primer profesor de historia. La escuela también ofrecía cursos por correspondencia a través de la CNTE de Vanves. En la actualidad, 1.200 alumnos estudian en el Lycée Victor Segalen Hong Kong, que se ha convertido en el mayor instituto francés de Asia.
Hiltermann-Souloumiac fue una firme partidaria del reconocimiento francés de la China comunista. En 1963, sus contactos en la resistencia le permitieron participar en las discusiones sobre los primeros diplomáticos franceses destinados a China y las formas de poner fin a la guerra de Vietnam. Ese mismo año entabló amistad con Nien Cheng, que representaba a la Shell Oil Company en China. Los Guardias Rojos maltrataron a Meiping, la hija de Cheng, para obligarla -sin éxito- a denunciar a su madre. En 1967, Hiltermann-Souloumiac pidió a Mao Zedong que excarcelara a Cheng. En la década de 1980, después de que Cheng emigrara a Canadá y posteriormente a Estados Unidos, Hiltermann-Souloumiac la animó a escribir sobre sus experiencias, que según ella le recordaban a las suyas en Ravensbrück. Cheng publicó Vida y muerte en Shanghai en 1987.

### Últimos años
En 1964, Hiltermann-Souloumiac se divorció de Van Aerssen y regresó a Francia con sus hijos. Tras las reformas educativas provocadas por los sucesos de 1968, empezó a estudiar chino en Jussieu. En 1981 se instaló en Désaignes (Ardèche), donde falleció en 2001.

## Homenajes
- El ayuntamiento de Montreuil-Juigné (Maine-et-Loire) bautizó una calle con su nombre en el Hameau de l'Espérance.
- En su libro, Présence française à Hong Kong, du XIXe siècle à aujourd'hui, François Drémeaux reconoce el destacado papel desempeñado por Suzanne Hiltermann en la fundación del Lycée Français de Hong Kong.

## Lectura adicional
- Megan Koreman, «La larga sombra de la guerra», Notre Dame Magazine, abril de 2020, pp 30-35.

- Datos: Q3505971
- Multimedia: Suzanne Hiltermann / Q3505971